# Капустница (суп)
Капустница (капустняк, капусняк, капуста) — традиционный украинский, русский, белорусский, словацкий и польский вид заправочных супов из квашеной капусты. Является аналогом русских щей, но не следует считать это одним и тем же блюдом, так как капустница готовится исключительно из квашеной капусты.
Традиционное блюдо на рождественском столе.

## Разновидности
Существует большое количество разных рецептов капустняка. В украинской кухне капусту отжимают от рассола, а при повышенной кислотности предварительно промывают водой.
В польской распространён более кислый вариант из неотжатой капусты с рассолом. Во время постов варят вегетарианский (постный) капустняк. Есть варианты рецептов с грибами и на рыбном бульоне.

## Подача
Капустняк подают со сметаной и посыпают мелкой зеленью петрушки, укропа.

## Традиции
На Украине капустняк подают на свадьбу, поминки, похороны, как основное блюдо.